# Kuala-Lumpur-Stadion
Das Kuala-Lumpur-Stadion (malaiisch Stadium Bola Sepak Kuala Lumpur), oder auch KLFA-Stadion genannt, ist ein Fußballstadion mit Leichtathletikanlage in Cheras, einem Vorort südöstlich der malaysischen Hauptstadt Kuala Lumpur.

## Geschichte
Das Stadion, Eigentum der Kuala Lumpur Football Association, war lange Zeit die Heimspielstätte verschiedener Fußballvereine wie FELDA United, PLUS FC, Selangor FC oder UKM FC. Aktuell tragen die beiden Erstligisten Kuala Lumpur City FC und PDRM FA sowie Zweitligist Skuad Projek FAM-MSN ihre Pflichtspiele dort aus. 2004 fanden hier zwei Spiele der Südostasienmeisterschaft statt. Es wird nebenbei auch für Rugby- und Cricketspiele genutzt. 2011 wurde die Anlage erst auf Grund zu teurer Renovierungsarbeiten geschlossen und zwei Jahre später doch renoviert. Bei der Südostasienmeisterschaft 2018 trug die osttimoresische Fußballnationalmannschaft hier zwei Partien aus. Am 4. November 2019 fand dort das Finale um den AFC Cup zwischen dem 25. April SC aus Nordkorea und al Ahed aus dem Libanon (0:1) statt. Auch während der Südostasienmeisterschaft 2022 hat hier die bruneiische Fußballnationalmannschaft ihre Gruppenspiele austragen.

## Spiele der Fußball-Südostasienmeisterschaft

### Fußball-Südostasienmeisterschaft2004
|                                           |   |             |     |
| 16. Dezember 2004, Gruppe B               |   |             |     |
| Thailand                                  | – | Philippinen | 3:1 |
| 29. Dezember 20048, Halbfinale (Hinspiel) |   |             |     |
| Myanmar                                   | – | Singapur    | 3:4 |

### Fußball-Südostasienmeisterschaft2018
|                                  |   |             |           |
| 1. September 2018, Qualifikation |   |             |           |
| Osttimor                         | – | Brunei      | 3:1 (2:0) |
| 17. November 2018, Gruppe B      |   |             |           |
| Osttimor                         | – | Philippinen | 2:3 (0:2) |

### Fußball-Südostasienmeisterschaft2022
|                             |   |            |           |
| 20. Dezember 2022, Gruppe A |   |            |           |
| Brunei                      | – | Thailand   | 0:5 (0:2) |
| 26. Dezember 2022, Gruppe A |   |            |           |
| Brunei                      | – | Indonesien | 0:7 (0:2) |